# Brownsville (Tennessee)
Brownsville è una città degli Stati Uniti d'America, situata nello Stato del Tennessee, nella contea di Haywood, della quale è il capoluogo.